# Leptocerus sakantaka
Leptocerus sakantaka är en nattsländeart som beskrevs av Schmid 1987. Leptocerus sakantaka ingår i släktet Leptocerus och familjen långhornssländor. Inga underarter finns listade i Catalogue of Life.